# Singularitate (matematică)
În matematică, o singularitate este un punct în care un anumit obiect matematic nu este definit sau un punct în care obiectul matematic încetează să se mai „comporte bine” într-un anumit fel, cum ar fi lipsa de derivabilitate sau analiticitatea.
De exemplu, funcția
{\displaystyle f(x)={\frac {1}{x}}}
are o singularitate în {\displaystyle x=0}, unde valoarea funcției nu este definită, deoarece este o împărțire la zero. Funcția valoare absolută {\displaystyle g(x)=|x|} are, de asemenea, o singularitate la {\displaystyle x=0}, deoarece acolo nu este derivabilă.
Curba algebrică⁠(d) definită prin {\displaystyle \left\{(x,y):y^{3}-x^{2}=0\right\}} în sistemul de coordonate în {\displaystyle (x,y)} are o singularitate (de tip punct de întoarcere) în {\displaystyle (0,0)}. Pentru singularități în geometria algebrică, a se vedea punct singular al unei varietăți algebrice. Pentru singularități în geometria diferențială, a se vedea teoria singularității.

## Analiza reală
În analiza reală, singularitățile sunt fie discontinuități⁠(d), fie discontinuități ale derivatei (uneori și discontinuități ale derivatelor de ordin superior). Există patru tipuri de discontinuități: „tipul I”, care are două subtipuri și „tipul II”, care poate fi, de asemenea, împărțit în două subtipuri (deși de obicei nu se face).
Pentru a descrie modul în care sunt utilizate aceste două tipuri de limite, fie {\displaystyle f(x)}  o funcție de argument real {\displaystyle x} și pentru orice valoare a argumentului său, fie {\displaystyle c} punctul în care se verifică continuitatea. Există limita la stânga, {\displaystyle f(c^{-})}, și limita la dreapta, {\displaystyle f(c^{+})}, definite prin:
{\displaystyle f(c^{-})=\lim _{x\to c}f(x)},   cu {\displaystyle x<c}
și
{\displaystyle f(c^{+})=\lim _{x\to c}f(x)},   cu {\displaystyle x>c}.
Valoarea {\displaystyle f(c^{-})} este valoarea spre care tinde funcția {\displaystyle f(x)} pe măsură ce valoarea {\displaystyle x} se apropie „din stânga” (adică de la valori mai mici) de {\displaystyle c}, iar valoarea {\displaystyle f(c^{+})} este valoarea către care funcția {\displaystyle f(x)} tinde ca valoare {\displaystyle x} se apropie „din dreapta” (adică de la valori mai mari) de {\displaystyle c} de valoarea reală pe care o are funcția în punctul în care {\displaystyle x=c} .
Există unele funcții pentru care aceste limite nu există deloc. De exemplu, funcția
{\displaystyle g(x)=\sin \left({\frac {1}{x}}\right)}
nu tinde spre nimic pe măsură ce {\displaystyle x} se apropie de {\displaystyle c=0}. Limitele în acest caz nu sunt infinite, ci mai degrabă nedefinite: nu există nicio valoare pe care să se stabilizeze {\displaystyle g(x)}. Împrumutând termenul din analiza complexă, aceasta este uneori numită singularitate esențială sau singularitate aparentă.
Cazurile posibile la o valoare dată {\displaystyle c} pentru argument sunt următoarele.
- Un punct de continuitate este o valoare a lui {\displaystyle c} pentru care {\displaystyle f(c^{-})=f(c)=f(c^{+})}, așa cum este de așteptat pentru o funcție netedă. Toate valorile trebuie să fie finite. Dacă {\displaystyle c} nu este un punct de continuitate, atunci în {\displaystyle c} apare o discontinuitate.
- O discontinuitate de speța I apare atunci când atât {\displaystyle f(c^{-})}, cât și {\displaystyle f(c^{+})} există și sunt finite, dar este satisfăcută și cel puțin una dintre următoarele trei condiții:

- {\displaystyle f(c^{-})\neq f(c^{+})};
- {\displaystyle f(x)} nu este definită pentru cazul {\displaystyle x=c}; sau
- {\displaystyle f(c)} are o valoare definită, care, totuși, nu se potrivește cu valoarea celor două limite.

Discontinuitățile de speța I pot fi de următoarele subtipuri:
- Discontinuitate de salt, care apare atunci când {\displaystyle f(c^{-})\neq f(c^{+})}, indiferent dacă {\displaystyle f(c)} este definită și indiferent de valoarea sa dacă este definită.
- Discontinuitate eliminabilă, care apare atunci când {\displaystyle f(c^{-})=f(c^{+})}, de asemenea, indiferent dacă {\displaystyle f(c)} este definită, și indiferent de valoarea sa dacă este definită (dar care nu se potrivește cu cea a celor două limite).

- O discontinuitate de  speța a II-a apare atunci când fie {\displaystyle f(c^{-})}, fie {\displaystyle f(c^{+})} (posibil ambele) nu există. Acesta are două subtipuri, care de obicei nu sunt luate în considerare separat:

- Discontinuitate infinită, caz particular când fie limita la stânga, fie limita dreaptă nu există pentru că este infinită, iar cealaltă limită este fie infinită, fie este un număr finit bine definit. Cu alte cuvinte, funcția are o discontinuitate infinită atunci când graficul are o asimptotă verticală.
- Singularitate esențială, care este un termen împrumutat din analiza complexă. Acesta este cazul când una sau cealaltă limite {\displaystyle f(c^{-})} sau {\displaystyle f(c^{+})} nu există, dar nu pentru că este o discontinuitate infinită. Singularitățile esențiale nu se apropie de limită, nici măcar dacă răspunsurile valide sunt extinse pentru a include {\displaystyle \pm \infty }.

În analiza reală, o singularitate sau discontinuitate este o proprietate a funcției propriu-zise. Orice singularități care pot exista la derivata unei funcții sunt considerate ca aparținând derivatei, nu funcției inițiale.

### Singularități de coordonate
O singularitate de coordonate apare atunci când apare o singularitate sau o discontinuitate aparentă într-un sistem de coordonate, care poate fi eliminată prin alegerea unui sistem diferit. Un exemplu în acest sens este singularitatea aparentă la latitudinea de 90° în coordonate sferice. Un obiect care se deplasează spre nord (de exemplu, de-a lungul meridianului de 0° longitudine pe suprafața unei sfere va avea brusc la pol o schimbare instantanee a longitudinii (în cazul exemplului, va sări de la longitudinea de 0° la longitudinea de 180°). Această discontinuitate este însă doar aparentă; este un artefact al sistemului de coordonate ales, care este singular la poli. Un alt sistem de coordonate ar elimina discontinuitatea aparentă, de exemplu, prin înlocuirea reprezentării latitudine/longitudine cu o reprezentare vectorială.

## În analiza complexă
În analiza complexă, există mai multe clase de singularități. Acestea cuprind singularitățile izolate, singularitățile neizolate și punctele de ramificație.

### Singularități izolate
Fie {\displaystyle \ f\ } o funcție care este complex derivabilă în complementara unui punct {\displaystyle \ a\ } dintr-o submulțime deschisă {\displaystyle \ U\ } de numere complexe {\displaystyle \ \mathbb {C} ~.} Apoi:
- Punctul {\displaystyle \ a\ } este o singularitate eliminabilă a {\displaystyle \ f\ } dacă există o funcție olomorfă {\displaystyle \ g\ } definit pe toate {\displaystyle \ U\ } astfel încât {\displaystyle \ f(z)=g(z)\ } pentru toate {\displaystyle \ z\ } din {\displaystyle \ U\smallsetminus \{a\}~.} Funcția {\displaystyle \ g\ } este un înlocuitor continuu pentru funcția {\displaystyle \ f~.}[8]
- Punctul {\displaystyle \ a\ } este un pol sau o singularitate neesențială a {\displaystyle \ f\ } dacă există o funcție olomorfă {\displaystyle \ g\ } definită pe {\displaystyle \ U\ } cu {\displaystyle \ g(a)\ } diferită de zero și un număr natural {\displaystyle \ n\ } astfel încât {\displaystyle \ f(z)={\frac {g(z)}{\ (z-a)^{n}\ }}\ } pentru toate {\displaystyle \ z\ } din {\displaystyle \ U\smallsetminus \{a\}~.} Cel mai mic astfel de număr {\displaystyle \ n\ } se numește ordinul polului. Derivata unei singularități neesențiale în sine are o singularitate neesențială, cu {\displaystyle \ n\ } crescut cu 1 (cu excepția cazului în care {\displaystyle \ n\ } este 0 astfel încât singularitatea să fie eliminabilă).
- Punctul {\displaystyle \ a\ } este o singularitate esențială a {\displaystyle \ f\ } dacă nu este nici o singularitate eliminabilă, nici un pol. Punctul {\displaystyle \ a\ } este o singularitate esențială dacă și numai dacă seria Laurent⁠(d) are un număr de termeni la puteri infinite de grad negativ.[1]

### Singularități neizolate
În afară de singularitățile izolate, funcțiile complexe de o variabilă pot prezenta un alt comportament singular. Acestea sunt denumite singularități neizolate, dintre care există două tipuri:
- Puncte de întoarcere: puncte de acumulare ale singularităților izolate. Dacă toate sunt poli, în ciuda admiterii dezvoltării seriilor Laurent a fiecăruia dintre ei, atunci nu este posibilă o astfel de dezvoltare la limita sa.
- Frontiere naturale: orice mulțime neizolată (de exemplu o curbă) pe care funcțiile nu pot fi prelungite analitic⁠(d) în jurul lor (sau în afara lor dacă sunt curbe închise în sfera Riemann).

### Puncte de ramificare
Punctele de ramificare⁠(d) sunt, în general, rezultatul unei funcții multiforme⁠(d), cum ar fi {\displaystyle \ {\sqrt {z\ }}\ } sau {\displaystyle \ \log(z)\ ,} care sunt definite într-un anumit domeniu limitat, astfel încât funcția să poată avea o singură valoare în cadrul domeniului. Limita tăierii este o dreaptă sau o curbă exclusă din domeniu, pentru a introduce o separare tehnică între valorile discontinue ale funcției. Când tăierea este cu adevărat necesară, funcția va avea valori diferite de fiecare parte a tăieturii ramurilor. Forma tăieturii ramurilor este o chestiune de alegere, chiar dacă trebuie să conecteze două puncte de ramificare diferite (cum ar fi {\displaystyle \ z=0\ } și {\displaystyle \ z=\infty \ } pentru {\displaystyle \ \log(z)\ }) care au locuri fixe.

## Singularități în timp finit

Funcția inversă înmulțirii, demonstrând creșterea hiperbolică

O singularitate în timp finit apare atunci când o variabilă de intrare este timpul, iar o variabilă de ieșire crește spre infinit într-un moment de timp finit. Acestea sunt importante în cinematică și ecuațiile cu derivate parțiale – valorile infinite nu apar fizic, dar comportamentul în apropierea singularității prezintă adesea interes. Din punct de vedere matematic, cele mai simple singularități în timp finit apar în funcțiile sunt funcțile putere cu exponenți negativi, de forma {\displaystyle x^{-\alpha },} dintre care cea mai simplă este creșterea hiperbolică, unde exponentul este (negativ) 1: {\displaystyle x^{-1}.} Mai precis, pentru a obține o singularitate în timp pozitiv pe măsură ce timpul înaintează (iar rezultatul crește la infinit), se folosește forma cu o schimbare de variabilă {\displaystyle (t_{0}-t)^{-\alpha }} (folosind t pentru timp, inversând direcția către {\displaystyle -t}, astfel încât funcția să crească la infinit odată cu timpul și deplasând singularitatea înainte de la 0 la un timp fix {\displaystyle t_{0}}).
Alt exemplu ar fi săriturile unei mingi incomplet elastice pe un plan. Dacă se ia în considerare mișcarea idealizată, în care aceeași fracțiune de energie cinetică se pierde la fiecare săritură, frecvența sărituri devine infinită, deoarece mingea se oprește într-un timp finit. Alte exemple de singularitate în timp finit este modul în care precesia unei monede învârtite pe o suprafață plană accelerează spre infinit înainte de a se opri brusc.

## Geometrie algebrică și algebră comutativă
În geometria algebrică, o singularitate a unei varietăți algebrice este un punct al varietății în care spațiul tangent⁠(d) poate să nu fie definit în mod regulat. Cel mai simplu exemplu de singularități sunt curbele care se intersectează. Dar există și alte tipuri de singularități, cum ar fi punctele de întoarcere. De exemplu, ecuația y2 − x3 = 0 definește o curbă care are un punct de întoarcere în origine x = y = 0. S-ar putea defini axa x ca o tangentă în acest punct, dar această definiție nu poate fi aceeași cu definiția din alte puncte. De fapt, în acest caz, axa x este o „tangentă dublă”.
Pentru varietățile afine⁠(d) și proiective⁠(d), singularitățile sunt punctele în care matricea jacobiană⁠(d) are un rang care este mai mic decât în alte puncte ale varietății.
O definiție echivalentă în termenii algebrei comutative, care se extinde la varietățile abstracte și scheme⁠(d) este: un punct este singular dacă în acest punct inelul local⁠(d) nu este un inel local regulat.